# Renminbi
Renminbi, w skrócie RMB (chiń. upr. 人民币; chiń. trad. 人民幣; pinyin rénmínbì; dosł. „waluta ludowa”) – oficjalna waluta Chińskiej Republiki Ludowej. 
Podstawową jednostką renminbi jest yuan (chiń. upr. 元 lub 圆; chiń. trad. 圓; pinyin yuán),
kod ISO 4217 to CNY (skrót od ang. chinese yuan). Jeden yuan dzieli się na 10 jiao (角), a jeden jiao na 10 fenów (分). Wszystkie nominały, od najmniejszego 1 jiao, do największego 100 yuanów, dostępne są w postaci banknotów. W monetach obiegowych występują nominały od 1 fena do 1 yuana.
Słowo „yuan” jest również używane w odniesieniu do chińskiej waluty (w znaczeniu ogólnym), zwłaszcza w kontekście międzynarodowym. Potocznym określeniem yuana w języku chińskim jest „kuai” (块), czyli „kawałek”; a „jiao” jest potocznie nazywany „mao” (毛), czyli „włos” (tym samym znakiem zapisuje się popularne w Chinach nazwisko, które nosił m.in. Mao Zedong).
Chińska waluta posiada dwa odrębne rynki: wewnętrzny dla rezydentów tzw. onshore renminbi oraz zewnętrzny tzw. offshore renminbi. Na rynku wewnętrznym obowiązującą walutą jest CNY. Na rynku zewnętrznym (w tym zagranicznym) waluty oznaczone są różnymi skrótami: w Hongkongu – CNH, Tajwanie – CNT, Singapurze – CNS.

## Znaczenie słownikowe
W języku chińskim słowo „yuan” oznacza po prostu „pieniądz”, na przykład měiyuán (美元) to dolar amerykański (USD), którego nazwa wywodzi się od Měiguó (美國), oznaczającego USA;  měiyuán (美元) to po prostu „amerykański pieniądz”.
Na Tajwanie yuan to potoczna nazwa tamtejszej waluty, czyli (nowego) dolara tajwańskiego. Z kolei w Hongkongu to nazwa dolarów hongkońskich. Mieszkańcy Tajwanu i Hongkongu określają walutę w Chinach nazwą oficjalną, renminbi. Podobne, lokalne znaczenie ma słowo yuan także dla Chińczyków mieszkających w Singapurze i Makau.
Z języka chińskiego zapożyczone zostały także nazwy pieniądza w innych językach Dalekiego Wschodu: japońskiego jena i koreańskiego wona.

## Użycie poza Chinami kontynentalnymi

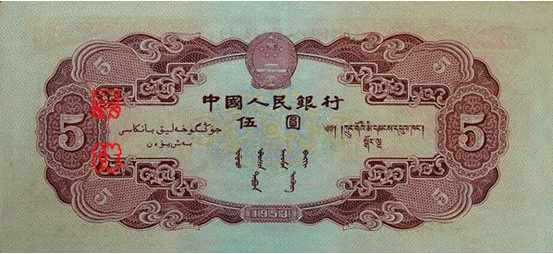
Druga seria z lat 50. XX wieku

W Hongkongu w myśl zasady jeden kraj, dwa systemy używana jest odrębna waluta, dolar hongkoński (HKD). RMB pozostaje tam drugą pod względem popularności walutą, a jego rola stale rośnie w związku z ożywioną wymianą handlową z kontynentem. Banki w Hongkongu prowadzą dla klientów konta w RMB.
Podobna sytuacja panuje w Makau, gdzie chociaż lokalną walutą pozostaje pataca, to miejscowe banki wydają karty płatnicze umożliwiające płatności w RMB. Nie są one jednak dopuszczane w miejscowych kasynach.

## Yuan w postaci pieniądza cyfrowego - CBDC
W roku 2020 Ludowy Bank Chin wprowadził do obiegu własną walutę cyfrową CBDC (ang. central bank digital currency).